# Miss Espagne
Pour les articles homonymes, voir Miss.
Miss Espagne (espagnol: Miss España) était un concours de beauté féminine destiné aux jeunes femmes habitantes et de nationalité espagnole, âgées de 18 à 27 ans. Il a été tenu de 1929 à 2013 pour désigner la représentante de l'Espagne, dont la lauréate présente principalement le pays aux concours Miss Univers, Miss Monde et Miss International.  
Interrompu durant la période franquiste, de 1935 à 1960, le concours se poursuit depuis chaque année. 
Les candidates sont généralement âgées de plus de 18 ans mais ce n'est pas une obligation du règlement. Ce point a d'ailleurs empêché Lorela Ayala, Miss Espagne 2001 de participer au concours Miss Univers 2001.
Le concours disparait en 2012, pour manque de financement dû à la crise espagnole et depuis 2013, il est divisé en plusieurs concours indépendants pour chaque concours international comme Miss Univers Espagne, Miss Monde Espagne, Miss International Espagne et Miss Terre Espagne.

## Lauréates

### Miss Espagne depuis 1928
| Année   | Lauréate                        | Région        | Notes |
| ------- | ------------------------------- | ------------- | --- |
| 1928    | Agueda Norma                    | Séville       | |
| 1929    | Pepita Samper Bono              | Valence       | |
| 1930    | Elena Pla Toda                  | Valence       | |
| 1931    | Emelina Carreño Pareja          | Ciudad Real   | Ermelina Carreño était la seule espagnole qui a représenté l'une des provinces qui composent aujourd'hui Castille-La Manche dans ce concours. |
| 1932    | Teresita Daniel                 | Barcelone     | |
| 1933    | Emilia Docet Ríos               | Pontevedra    | Emilia Docet a des origines péruviennes du côté de sa mère et galiciennes du côté de son père. Elle est liée à la famille de Xosé Núñez Búa, fondateur du Parti galicianiste. |
| 1934    | María Eugenia Henríquez Girón   | Madrid        | |
| 1935    | Alicia Navarro                  | Tenerife      | Alicia Navarro a remporté le titre de "Miss Europe 1935". Elle est la première espagnole à remporter ce titre. |
| 1960    | Elena Herrera                   | Malaga        | |
| 1961    | María del Carmen Cervera        | Barcelone     | María del Carmen Cervera a terminé 2e dauphine aux concours Miss Monde 1961 et Miss International 1961. Elle a également été élue 3e dauphine à Miss Europe 1961. |
| 1962    | Maruja García Nicolau           | Îles Baléares | Maruja García Nicolau a remporté le titre de "Miss Europe 1962". Elle est la troisième espagnole à remporter ce titre. |
| 1963    | María Rosa Pérez Gómez          | Tenerife      | |
| 1964    | María José Ulla                 | Madrid        | |
| 1965    | Alicia Borrás                   | Barcelone     | |
| 1966    | Paquita Torres Pérez            | Malaga        | Paquita Torres Pérez a remporté le titre de "Miss Europe 1967". Elle est la quatrième espagnole à remporter ce titre. |
| 1967    | Paquita Delgado Sánchez         | Cordoue       | |
| 1968    | Amparo Rodrigo                  | Valence       | |
| 1969    | Noelia Afonso                   | Tenerife      | Paquita Torres Pérez a remporté le titre de "Miss Europe 1970". Elle est la cinquième espagnole à remporter ce titre. |
| 1970    | Josefina Román                  | Cadix         | |
| 1971    | Maria del Carmen Muñoz          | Madrid        | |
| 1972    | Rocío Martín Madrigal           | Séville       | |
| 1973    | Amparo Muñoz Quesada            | Malaga        | Amparo Muñoz a remporté le titre de "Miss Univers 1974". Elle est la première espagnole à remporter ce titre. Elle a été élue 1re dauphine à Miss Europe 1973. |
| 1974    | Consuelo Martín López           | Tenerife      | Nelly Rodirguez abdique et transmet son titre à la finaliste, Consuelo Martín López. |
| 1975    | Olga Fernández Pérez            | Pontevedra    | |
| 1976    | Luz María Polegre Hernández     | Tenerife      | |
| 1977    | Guillermina Ruiz Doménech       | Îles Baléares | |
| 1978    | Gloria María Valenciano         | Las Palmas    | |
| 1979    | María Dolores Forner Toro       | Madrid        | |
| 1980    | Francisca Ondiviela             | Las Palmas    | |
| 1981    | Cristina Pérez Cottrell         | Malaga        | |
| 1982    | Ana Isabel Herrero García       | Teruel        | |
| 1983    | Garbiñe Abasolo García          | Biscaye       | Garbiñe Abasolo est la première Miss Espagne de la région basque. Elle est également la seule européenne à remporter le prix de Miss Photogénique dans les deux concours Miss Europe et Miss Monde. |
| 1984    | Juncal Rivero Fadrique Castilla | Valladolid    | Juncal Rivero a remporté le titre de "Miss Europe 1985". Elle est la septième espagnole à remporter ce titre. |
| 1985    | Amparo Martínez Cerdán          | Valence       | |
| 1986    | Remedios Cervantes Montoya      | Malaga        | Remedios Cervantes a remporté le titre de "Best Model Of Europe" en 1988. |
| 1987    | Sonsoles Artigas Mederos        | Las Palmas    | |
| 1988    | Eva María Pedraza López         | Cordoue       | |
| 1989    | Raquel Revuelta Armengou        | Séville       | |
| 1990    | Esther Arroyo Bermúdez          | Cadix         | |
| 1991    | Sofía Mazagatos Gómez           | Madrid        | Sofía Mazagatos est la première Miss Espagne à être enceinte en tant que mère célibataire en 2015. |
| 1992    | Eugenia del Pilar Santana Alba  | Las Palmas    | |
| 1993-94 | Raquel Rodríguez Hidalgo        | Cordoue       | |
| 1995    | María Reyes Vázquez             | Soria         | |
| 1996    | María José Suárez Benítez       | Séville       | |
| 1997    | Inés Sáinz Esteban              | Biscaye       | |
| 1998    | María José Besora Villanueva    | Murcie        | |
| 1999    | Lorena Bernal Pascual           | Guipuscoa     | Lorena Bernal est d'origine argentine. Elle n'a pas pu concourir à Miss Univers 1999 en raison de son âge. Elle a été remplacée par sa quatrième dauphine, Diana Nogueira au lieu de sa première dauphine, Carmen Fernández qui ne pouvait pas participer au concours parce que son père était gravement malade et sa deuxième dauphine, Inma Nadal qui devait participer à Miss Europe. Elle a alors participé à Miss Monde 1999 où elle a été placée dans le top 10. |
| 2000    | Helen Lindes Griffiths          | Las Palmas    | Helen Lindes a des origines britanniques du côté de sa mère et andalouses du côté de son père. Elle est élue 2e dauphine au concours Miss Univers 2000. |
| 2001    | Lorena Van Heerde Ayala         | Alicante      | Lorena van Heerde est d'origine néerlandaise. Elle ne pouvait pas concourir au concours Miss Univers 2001 parce qu'elle était mineure à l'époque. Elle a été remplacée par sa première dauphine, Eva Sisó. Elle devait par la suite participer à Miss Univers 2002 mais, après un scandale avec un journaliste qui a menacé l'intégrité de l'élection de Miss Espagne, elle a été remplacée par Miss Espagne 2002, Vania Millán Miras.                                 |
| 2002    | Vania Millán Miras              | Almería       | Vania Millán Miras a été la remplaçante de Lorena Van Heerde, Miss Espagne 2001 à Miss Univers 2002. |
| 2003    | Eva María González Fernández    | Séville       | |
| 2004    | María Jesús Ruiz Garzón         | Jaén          | María Jesús Ruiz Garzon a été élue 2e dauphine au concours Reina Hispanoamericana 2007. |
| 2005    | Verónica Hidalgo                | Gérone        | |
| 2006    | Elisabeth Reyes Villegas        | Malaga        | |
| 2007    | Natalia Zabala Arroyo           | Guipuscoa     | |
| 2008    | Patricia Yurena Rodriguez       | Tenerife      | Âgée de dix-sept ans lors de son couronnement, Patricia Yurena Rodriguez ne pouvait pas rivaliser au concours Miss Univers 2008 en raison de conditions d'âge. Elle a été remplacée par sa première dauphine, Claudia Moro. Elle a alors participé à Miss Monde 2008 où elle termine dans le top 15. Elle a été élue 2e dauphine à Miss Univers 2013. |
| 2009    | Estíbaliz Pereira Rábade        | La Corogne    | Estíbaliz Pereira est la deuxième galicienne à remporter le titre de Miss Espagne. |
| 2010    | Paula Guilló Sempere            | Teruel        | Contrairement à la tradition d'être couronnée par sa prédécesseure, Paula Guilló Sempere a été couronné par María José Ulla, Miss Espagne 1964 au lieu de Estíbaliz Pereira, Miss Espagne 2009. |
| 2011    | Andrea Huisgen                  | Barcelone     | Andrea Huisgen est des origines allemandes par son père. |

### Miss Univers Espagne depuis 2013
| Année | Lauréate                  | Région        | Notes |
| ----- | ------------------------- | ------------- | --- |
| 2013  | Patricia Yurena Rodriguez | Tenerife      | Patricia Yurena Rodriguez, Miss Espagne 2008 a été élue Miss Espagne pour la deuxième fois. Elle représente l'Espagne à Miss Univers 2013 où elle est élue 1re dauphine. Elle est la deuxième espagnole à remporter le titre de première dauphine à Miss Univers après Teresa Sánchez López, élue en 1985.                                |
| 2014  | Desirée Cordero Ferrer    | Séville       | Desirée Cordero a terminé dans le top 10 au concours Miss Univers 2014. |
| 2015  | Carla García Barber       | Las Palmas    | Carla García a des origines allemandes. Elle est la première dauphine de Miss Espagne 2010, Paula Guilló Sempere. Elle a participé à Miss Monde 2011 où elle se place dans le top 15. |
| 2016  | Noelia Freire Benito      | Ciudad Real   | |
| 2017  | Sofía del Prado Prieto    | Albacete      | Sofía del Prado termine 2e dauphine à l'élection de Miss Univers Espagne 2015. Elle remporte le titre de Reina Hispanoamericana 2015, devenant ainsi la première espagnole et la première européenne de l'histoire à remporter le titre de Reina Hispanoamericana. Elle a participé à Miss Univers 2017 où elle se classe dans le top 10. |
| 2018  | Ángela Ponce Camacho      | Séville       | Ángela Ponce est la première transgenre de l'histoire à remporter le titre de Miss Espagne. Elle est également la première transgenre à participer au concours Miss Univers. |
| 2019  | Natalie Ortega            | Barcelone     | |
| 2020  | Andrea Martinez           | Léon          | |
| 2021  | Sarah Loinaz              | Guipuscoa     | |
| 2022  | Alicia Faubel             | Alicante      | Alicia Faubel a terminé dans le top 16 au concours Miss Univers 2022. |
| 2023  | Athenea Pérez             | Murcie        | Athenea Pérez a terminé dans le top 10 au concours Miss Univers 2023. Athenea Pérez sera la première représentante espagnole de la couleur dans Miss Univers. |
| 2024  | Michelle Jiménez          | Îles Baléares | |

## Galerie

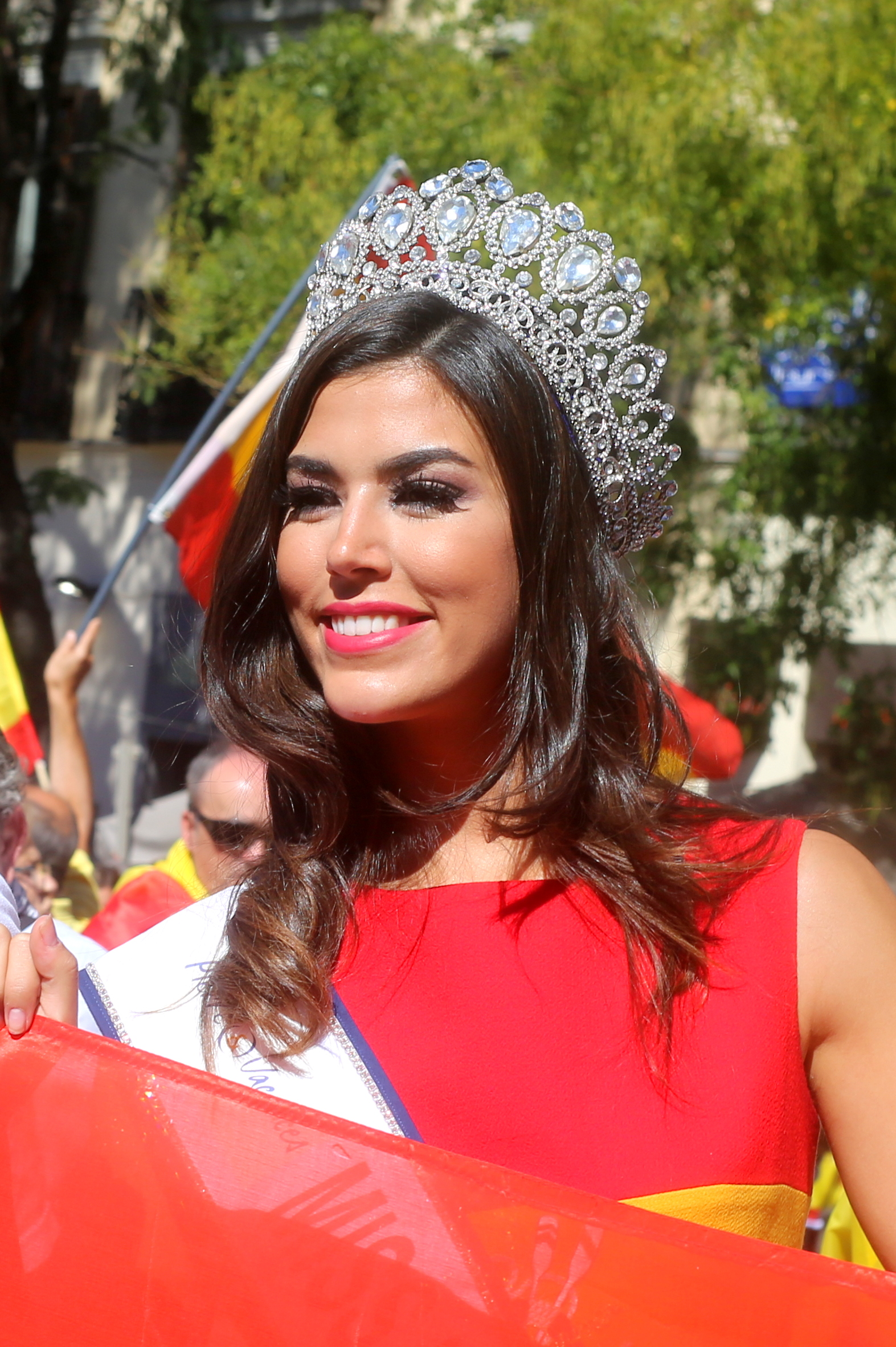
Sofía del Prado, Miss Espagne 2017.
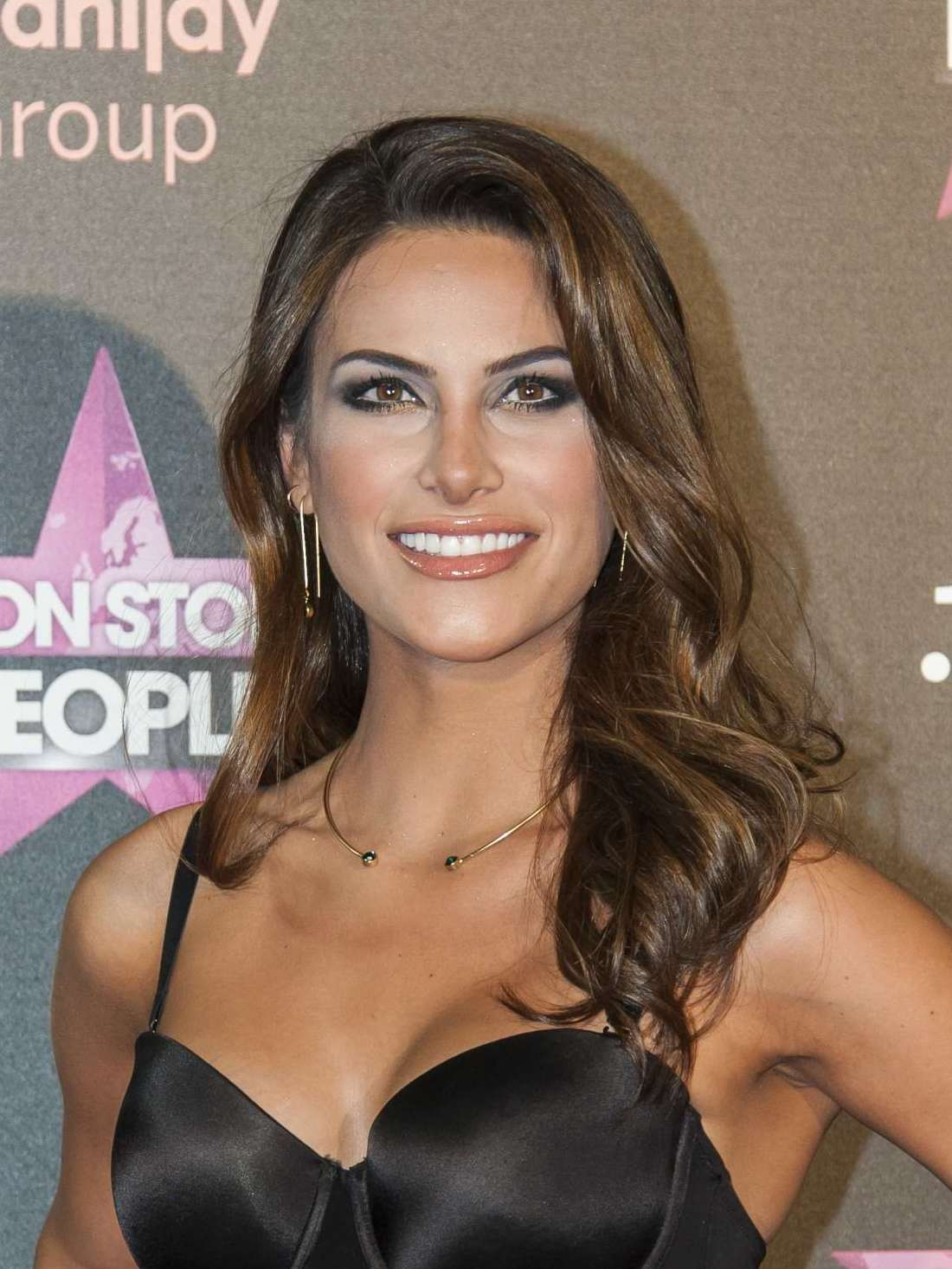
Carla García, Miss Espagne 2015.
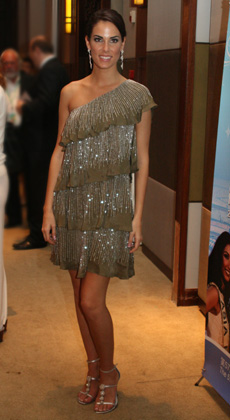
Natalia Zabala, Miss Espagne 2007.
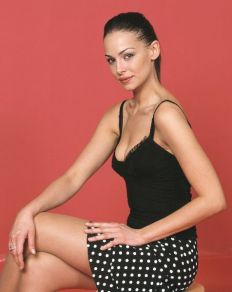
Eva González, Miss Espagne 2003.
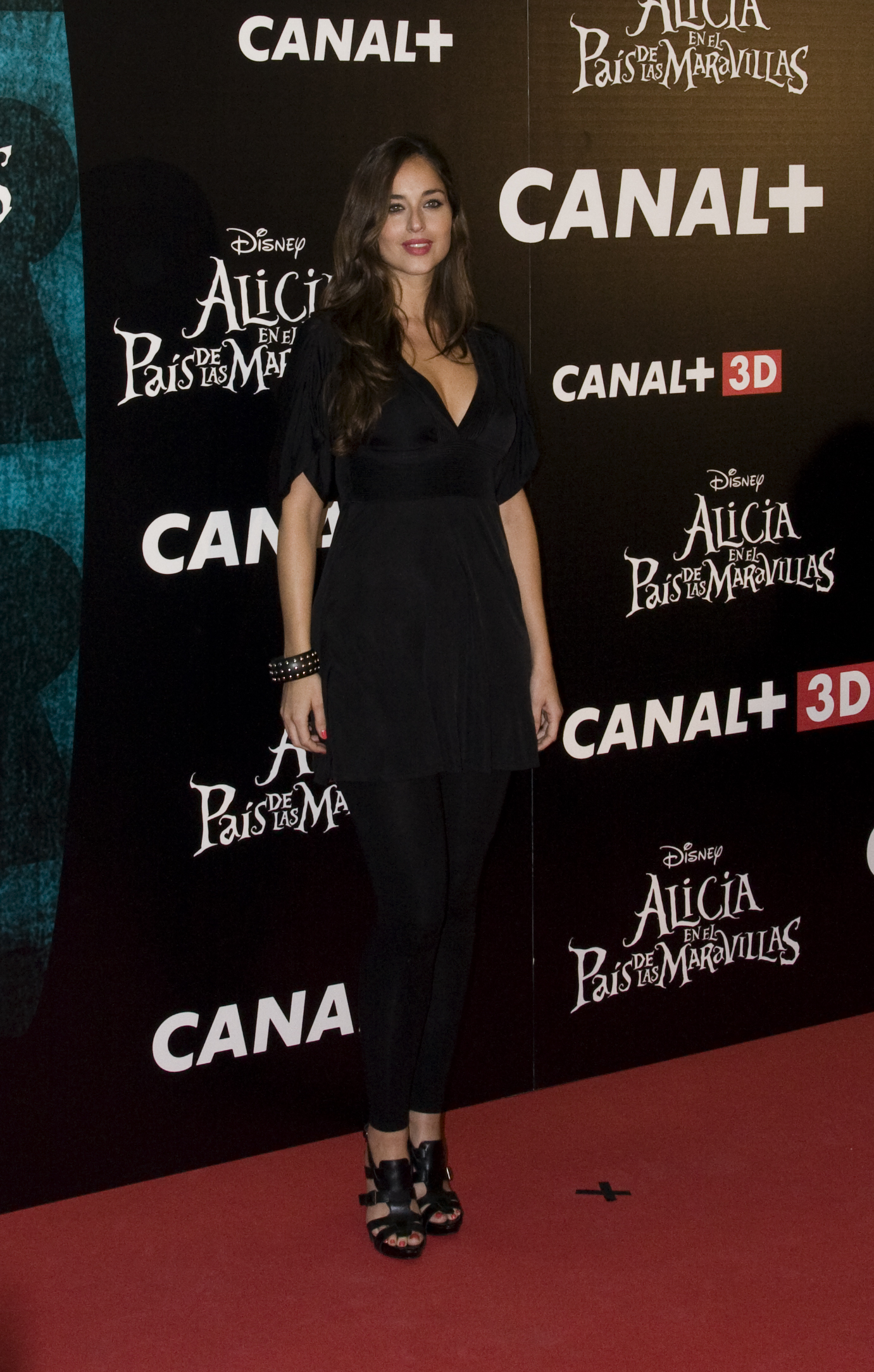
Lorena Ayala, Miss Espagne 2001.
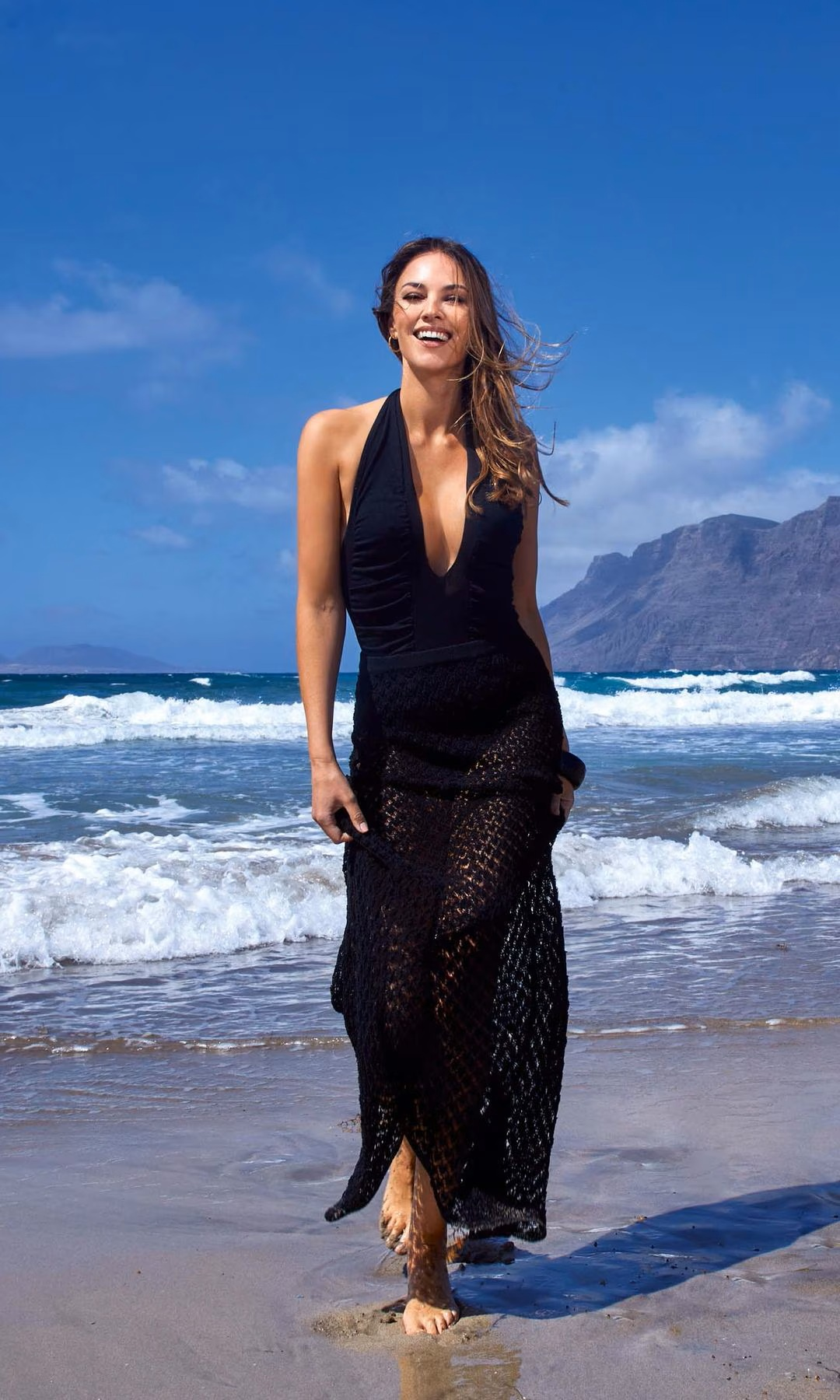
Helen Lindes, Miss Espagne 2000.
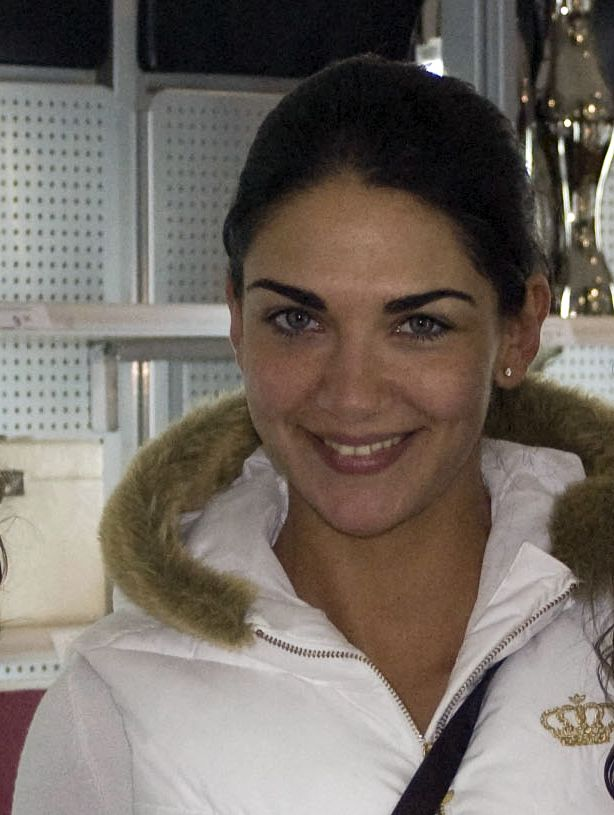
Lorena Bernal, Miss Espagne 1999.
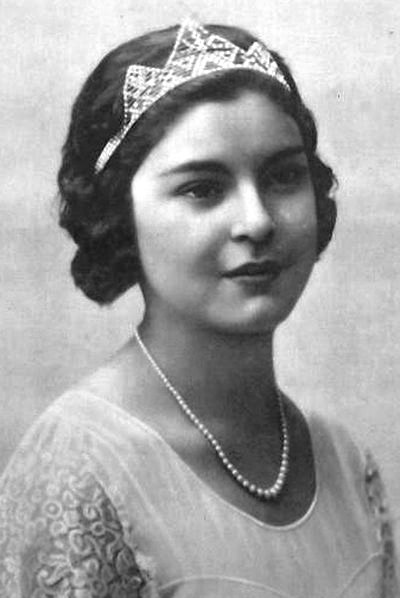
Emilia Docet, Miss Espagne 1933.
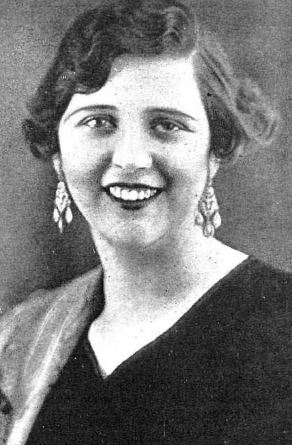
Pepita Samper, Miss Espagne 1929.

## Palmarès par région
| Province      | Titre | Année(s)                                 |
| ------------- | ----- | ---------------------------------------- |
| Tenerife      | 7     | 1935, 1963, 1969, 1974, 1976, 2008, 2013 |
| Malaga        | 6     | 1960, 1966, 1973, 1981, 1986, 2006       |
| Las Palmas    | 6     | 1978, 1980, 1987, 1992, 2000, 2015       |
| Séville       | 6     | 1972, 1989, 1996, 2003, 2014, 2018       |
| Madrid        | 5     | 1934, 1964, 1971, 1979, 1991             |
| Barcelone     | 5     | 1932, 1961, 1965, 2011, 2019             |
| Valence       | 4     | 1929, 1930, 1968, 1985                   |
| Cordoue       | 3     | 1967, 1988, 1993                         |
| Guipuscoa     | 3     | 1999, 2007, 2021                         |
| Îles Baléares | 3     | 1962, 1977, 2024                         |
| Pontevedra    | 2     | 1933, 1975                               |
| Cadix         | 2     | 1970, 1990                               |
| Biscaye       | 2     | 1983, 1997                               |
| Teruel        | 2     | 1982, 2010                               |
| Ciudad Real   | 2     | 1931, 2016                               |
| Alicante      | 2     | 2001, 2022                               |
| Murcie        | 2     | 1998, 2023                               |
| Valladolid    | 1     | 1984                                     |
| Soria         | 1     | 1995                                     |
| Almería       | 1     | 2002                                     |
| Jaén          | 1     | 2004                                     |
| La Corogne    | 1     | 2009                                     |
| Albacete      | 1     | 2017                                     |
| Léon          | 1     | 2020                                     |

## Titres remportés par l'Espagne aux concours internationaux
| Miss Europe                  | 7 |      |                             |                                        |
| Miss Europe                  | 7 | 1935 | Alicia Navarro              | Paris, France                          |
| Miss Europe                  | 7 | 1936 | Antonita Arquès             | Tunis, Tunisie                         |
| Miss Europe                  | 7 | 1962 | Maruja García Nicoláu       | Beyrouth, Liban                        |
| Miss Europe                  | 7 | 1967 | Paquita Torres Pérez        | Nice, France                           |
| Miss Europe                  | 7 | 1970 | Noelia Alfonso Cabrera      | Le Pirée, Grèce                        |
| Miss Europe                  | 7 | 1974 | Maria Isabel Lorenzo        | Vienne, Autriche                       |
| Miss Europe                  | 7 | 1985 | Juncal Rivero Fadrique      | Mayence, Allemagne                     |
| Miss Maja International      | 4 |      |                             |                                        |
| Miss Maja International      | 4 | 1968 | María Dolores García Pallás | Saragosse, Espagne                     |
| Miss Maja International      | 4 | 1976 | Sabrina León Santana        | San Juan, Porto Rico                   |
| Miss Maja International      | 4 | 1979 | Cristina Pérez Hernández    | Saint-Domingue, République dominicaine |
| Miss Maja International      | 4 | 1982 | Cristina José Ortiz Ruíz    | Ponce, Porto Rico                      |
| Miss International           | 3 |      |                             |                                        |
| Miss International           | 3 | 1977 | Pilar Medina Canadell       | Tokyo, Japon                           |
| Miss International           | 3 | 1990 | Silvia de Estaban Niubó     | Osaka, Japon                           |
| Miss International           | 3 | 2008 | Alejandra Andreu Santamarta | Macao, Macao                           |
| Miss Atlántico Internacional | 2 |      |                             |                                        |
| Miss Atlántico Internacional | 2 | 2014 | Mireia Lalaguna             | Punta del Este, Uruguay                |
| Miss Atlántico Internacional | 2 | 2016 | Elena Delicado              | Punta del Este, Uruguay                |
| Miss Monde                   | 1 |      |                             |                                        |
| Miss Monde                   | 1 | 2015 | Mireia Lalaguna             | Sanya, Chine                           |
| Reina Hispanoamericana       | 1 |      |                             |                                        |
| Reina Hispanoamericana       | 1 | 2015 | Sofía del Prado Prieto      | Santa Cruz de la Sierra, Bolivie       |
| Miss Amérique latine         | 1 |      |                             |                                        |
| Miss Amérique latine         | 1 | 2014 | Yanire Ortiz                | Punta Cana, République dominicaine     |
| Miss Globe International     | 1 |      |                             |                                        |
| Miss Globe International     | 1 | 2010 | Yenifer Solís Durán         | Kyrenia, Chypre du Nord                |
| Reine Internationale du Café | 1 |      |                             |                                        |
| Reine Internationale du Café | 1 | 2005 | Aránzazu Amoedo Testa       | Manizales, Colombie                    |
| World Miss University        | 1 |      |                             |                                        |
| World Miss University        | 1 | 1996 | Laura García                | Séoul, Corée du Sud                    |
| Miss Univers                 | 1 |      |                             |                                        |
| Miss Univers                 | 1 | 1974 | Amparo Muñoz Quesada        | Manille, Philippines                   |

## Représentation de l'Espagne aux concours internationaux
Depuis le 8 novembre 2008, le concours Miss Espagne détient quatre titres remportés uniquement dans les deux grandes compétitions internationales : Miss Univers et Miss International. Pour l'instant, aucune Miss Espagne n'a remporté le titre de Miss Monde et Miss Terre. 
Légende :
      La concurrente a remporté le titre.
      Une place de dauphine.
      Une place en tant que finaliste ou semi-finaliste.

## Sources
- (en) Cet article est partiellement ou en totalité issu de l’article de Wikipédia en anglais intitulé « Miss Spain » (voir la liste des auteurs).